# Гуманистический иудаизм
Гуманистический иудаизм (ивр. יהדות הומניסטית‎ Yahdut Humanistit) — возникшее в 1960-е годы еврейское движение, которое предлагает нетеистические альтернативы в современной еврейской жизни. Он определяет иудаизм как культурно-исторический опыт еврейского народа и призывает гуманистически настроенных и светских евреев воспринимать свою еврейскую идентичность, соблюдая еврейские праздники и события жизненного цикла (таких как свадьбы и бар- и бат-мицвы), но вынеся их за рамки традиционной религии.
Философская основа гуманистического иудаизма включает в себя следующие идеи:
- Еврей — это тот, кто отождествляет себя с историей, культурой и будущим еврейского народа;
- Иудаизм — это историческая культура еврейского народа, а религия — это только часть культуры;
- Еврейское самосознание наиболее хорошо сохраняется в свободной, плюралистической среде;
- Люди обладают властью и ответственностью строить свою собственную жизнь, независимую от высших сверхъестественных сил;
- Этика и мораль должны служить потребностям человека, и выбор должен основываться с учётом последствий действий, а не на основе правил или заповедей;
- Еврейская история, как и все истории, это человеческая сага, которая свидетельствует о значимости человеческой силы и человеческой ответственности. Библейские и другие традиционные тексты есть продукты деятельности человека, и для изучения их лучше использовать археологию и другие научные методы.
- Свободы и достоинства еврейского народа должны идти рука об руку со свободой и достоинством каждого человека[2].

## Происхождение
В своем нынешнем виде гуманистический иудаизм был основан в 1963 году раввином Шервином Вайном. Будучи реформистским раввином небольшой светской нетеистической общины в Мичигане, Вайн разработал еврейскую литургию, которая отразила философские воззрения его и его прихожан, подчеркивая еврейскую культуру, историю и идентичности наряду с гуманистической этикой, одновременно исключая все молитвы и упоминания Бога. Это собрание переросло в Бирмингемский храм, город Фармингтон-Хиллс, штат Мичиган. К нему присоединились ранее реформистская община в штате Иллинойс, а также группа в Вестпорт, Коннектикут.
В 1969 году эти приходы и другие организации объединились под эгидой Общества за гуманистический иудаизм (SHJ). В Обществе гуманистического иудаизма состоит 10 000 членов в 30 общинах в Соединённых Штатах и Канаде.
Международный Институт светского гуманистического иудаизма был основан в 1986 году. Он является научным и интеллектуальным центром гуманистического иудаизма. В настоящее время имеет два центра активности: один в Иерусалиме, а другой в Линкольншире, штат Иллинойс. Лидером североамериканской общины является раввин Адам Чалом. Институт предлагает программы профессионального обучения для пресс-секретарей, воспитателей, руководителей (носящих в иврите название мадрихи́м (ивр. מדריכים‎), а в идише — vegvayzer), и раввинов. Кроме того, он занимается публикациями, проведением публичных семинаров и коллоквиумов для светских аудиторий.

## Принципы веры и практики
Гуманистический иудаизм предлагает более радикальный отход от традиционной еврейской религии, чем Мордехай Каплан (соучредитель реконструктивистского иудаизма). Каплан пересмотрел понятие Бога и других традиционных религиозных терминов, с тем чтобы они соответствовали материалистическому мировоззрению, и продолжал использовать традиционный язык молитв. Вайн отвергал такой подход. Он стремился достичь философского единообразия и стабильности путём создания ритуалов и церемоний, которые были бы чисто нетеистическими. Были созданы церемонии для Шаббата, Рош Ха-Шаны, Йом-Киппура и других еврейских праздников. Смысл праздника часто переосмысляется, чтобы привести его в соответствие со светской гуманистической философией.
Гуманистический иудаизм был разработан в качестве возможного решения проблемы сохранения еврейской идентичности и преемственности среди нерелигиозных. Признавая, что общинная религиозная жизнь процветает, Вайн считал, что светские евреи, которые отвергли теизм, будут тяготеть к организации, которая предоставит все те же формы и виды деятельности, как, например, реформистские синагоги, но которая будет выражать сугубо светскую гуманистическую точку зрения. В Международный Институт светского гуманистического иудаизма, который спонсируется Обществом гуманистического иудаизма и Конгрессом светских еврейских организаций, обучает раввинов и других лидеров в Соединенных Штатах и в Израиле. С целью привлечь людей для переосмысления еврейского самосознания и культуры в соответствии с гуманистической философией жизни было организовано Общество гуманистического иудаизма.

## Еврейское самосознание и смешанные браки
В рамках гуманистического иудаизма еврейская идентичность — это во многом вопрос самоидентификации. В отличие от консервативной и ортодоксальной еврейской деноминации, представители гуманистического иудаизма не занимают какую-либо позицию по поводу смешанных браков между евреями и неевреями, и утверждает, что «смешанные браки — американская еврейская реальность — закономерное следствие либерального общества, в котором люди имеют свободу жениться на ком они желают…, смешанные браки — это ни хорошо, ни плохо, так же как и брак двух евреев сам по себе — это ни хорошо, ни плохо. Моральная ценность брака всегда зависит от качества человеческих отношений … по степени взаимной любви и уважения, которая царит». Светские гуманистические раввины и лидеры будут совместно председательствовать на межкультурных свадьбах между евреями и неевреями. Эти представления о еврейской идентичности и смешанных браках подвергаются критике со стороны тех, кто считает, что они ускоряют ассимиляцию евреев в обществе и, таким образом, негативно влияют на еврейскую преемственность.

## Эгалитаризм
Гуманистический иудаизм является эгалитарным в отношении гендерных вопросов и гендерной идентификации, еврейского статуса и сексуальной ориентации. Вместо брит-милы для мальчиков и девочек празднуются именины. Во всех формах всех гуманистических еврейских ритуалов могут участвовать и занимать ведущие роли и те, кто считает себя евреем, и те, кто нет, а также члены ЛГБТ-сообщества.
Гуманистический иудаизм принимает раввинами и мужчин, и женщин; первым раввином была женщина, Тамара Колтон, которая была рукоположена в 1999 году. Первым кантором также была женщина, Дебора Дэвис, которая была рукоположена в 2001 году; тем не менее, гуманистический иудаизм перестал посвящать в канторы.
Обществом гуманистического иудаизма в 1996 году опубликовало заявление, в котором говорится, что «мы утверждаем, что женщина имеет моральное право и должна иметь юридическое право решать, следует ли прервать беременность, в соответствии с её собственными этическими стандартами. Потому что решение прервать беременность сопровождается серьёзными необратимыми последствиям, это должно быть сделано с огромной тщательностью и с осознанием комплекса психологических, эмоциональных и этических последствий».
В 2004 году Общество гуманистического иудаизма выпустило резолюцию, поддерживающую «юридическое признание браков и разводов между взрослыми людьми одного пола».